# Сейд, Сейед Саттар
Сейед Саттар Сейд (перс. ستار صید‎; род. 26 ноября 1987, Кередж, Тегеран) — иранский лыжник и ориентировщик на лыжах, участник Олимпийских игр в Ванкувере, многократный чемпион Ирана.

## Карьера
В Кубке мира Сейд никогда не выступал. Имеет на своем счету ряд стартов в Дальневосточном Кубке и Балканском Кубке, лучший результат в них 12-е место в гонке на 10 км свободным стилем в рамках Балканского Кубка.
На Олимпийских играх 2010 года в Ванкувере занял 89-е место в гонке на 15 км свободным стилем.
За свою карьеру принимал участие в двух чемпионатах мира, лучший результат 85-е место в гонке на 15 км классическим стилем на чемпионате мира 2011 года.
Кроме лыжных гонок Сейд занимается ориентированием на лыжах, на Азиаде 2011 года завоевал серебряную медаль в составе эстафетной команды.